# RBS ABe 4/12 (62-72)
De (A)Be 4/8 en (A)Be 4/12 is een elektrisch treinstel met lagevloerdeel bestemd voor het regionaal personenvervoer van de Regionalverkehr Bern-Solothurn (RBS).

## Geschiedenis
De treinen werden bij Schweizerische Wagon- und Aufzugfabrik (SWS), SIG en Asea Brown Boveri (ABB) ontworpen en gebouwd ter vervanging van treinen van een ouder type namelijk Bre 4/4 en BDe 4/4.

## Constructie en techniek
Het treinstel is opgebouwd uit een aluminium frame met lagevloerdeel. Deze treinen kunnen tot drie stuks gecombineerd rijden.

### Nummers
- Be 4/8 62 - 64 (1993), 2002 door bijplaatsen van een tussenrijtuig tot ABe 4/12 verlengd.
- ABe 4/8 65 - 72 (1992), 1994/1995 door bijplaatsen van een tussenrijtuig tot ABe 4/12 verlengd en in 2010 omgebouwd tot Be 4/12.

## Treindiensten
De treinen worden door Regionalverkehr Bern-Solothurn (RBS) ingezet op de volgende trajecten:
| Lijn | Bestemmingen                                 | Bedrijf | Periode    | Opmerkingen            |
| ---- | -------------------------------------------- | ------- | ---------- | ---------------------- |
| S8   | Bern - Zollikofen - Jegenstorf (- Solothurn) | RBS     | vanaf 1991 | ook bekend als lijn SE |
| S9   | Bern - Worblaufen - Unterzollikofen          | RBS     | vanaf 2010 | ook bekend als lijn Z  |

## Foto's

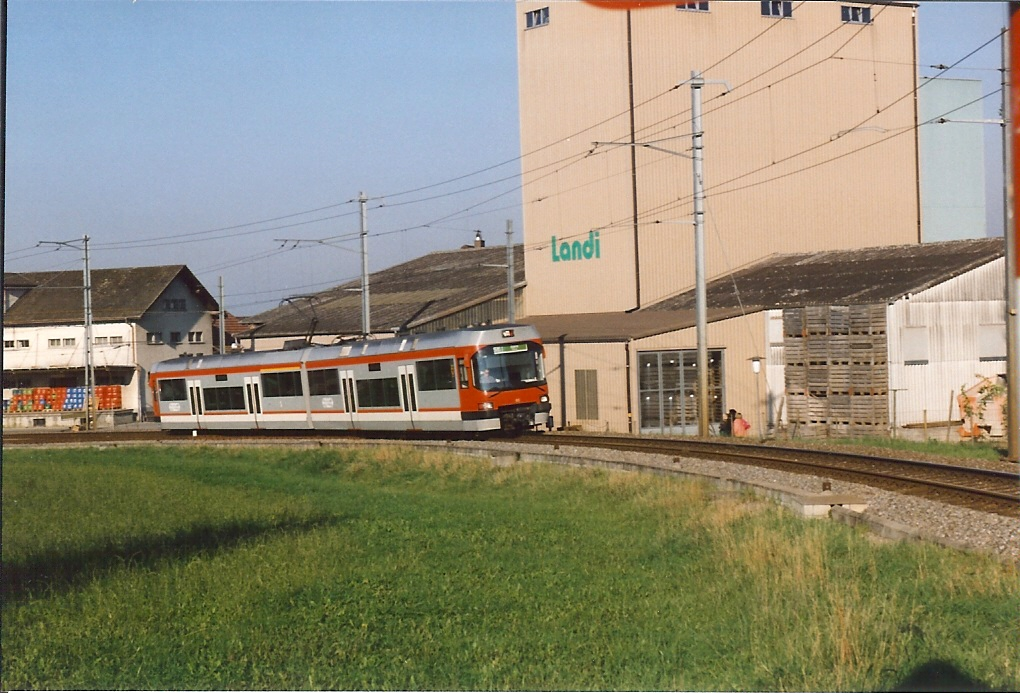
ABe 4/8 in de herfst van 1994 te Fraubrunnen

de voormalige spoorwegondernemingen Worblentalbahn (WT), de Elektrische Schmalspurbahn Solothurn–Bern (ESB) en de Bern-Muri-Worb-Bahn (BWB)